# Beatrix van Bohemen
Beatrix van Bohemen (circa 1225 - Wrocław, 27 mei 1290) was markgravin-gemaal van Brandenburg. Ze behoorde tot het huis Přemysliden.

## Levensloop
Beatrix was de dochter van koning Wenceslaus I van Bohemen en diens gemalin Cunigonde van Hohenstaufen.
Ze werd door haar vader uitgehuwelijkt aan markgraaf Otto III van Brandenburg en in 1243 vond het huwelijk plaats. Otto III en Beatrix van Bohemen kregen volgende kinderen:
- Johan III (1244 - 1268)
- Otto V (circa 1246 - 1298)
- Albrecht III (circa 1250 - 1300)
- Otto VI (circa 1255 - 1303)
- Cunegonde ( - circa 1292), huwde in 1264 met hertog Béla van Slavonië en in 1273 met hertog Walram IV van Limburg
- Mathilde ( - 1316), huwde in 1266 met hertog Barnim I van Pommeren

## Voorouders
| Voorouders van Beatrix van Bohemen | Voorouders van Beatrix van Bohemen                                            | Voorouders van Beatrix van Bohemen                                            | Voorouders van Beatrix van Bohemen                                                   | Voorouders van Beatrix van Bohemen                                            |
| ---------------------------------- | ----------------------------------------------------------------------------- | ----------------------------------------------------------------------------- | ------------------------------------------------------------------------------------ | ----------------------------------------------------------------------------- |
| Overgrootouders                    | Wladislaus II van Bohemen (1110-1174) ∞ Judith van Thüringen (1135-1210)      | Béla III van Hongarije (1148-1196) ∞ Agnes van Châtillon (1154-1184)          | Keizer Frederik I Barbarossa (1122-1190) ∞ 1156 Beatrix I van Bourgondië (1145-1184) | Isaäk II Angelos (1155–1204) ∞ Herina (-)                                     |
| Grootouders                        | Ottokar I van Bohemen (1155-1230) ∞ Constance van Hongarije (1180-1240)       | Ottokar I van Bohemen (1155-1230) ∞ Constance van Hongarije (1180-1240)       | Filips van Zwaben (1177-1208) ∞ Irena Angela (1275-1208)                             | Filips van Zwaben (1177-1208) ∞ Irena Angela (1275-1208)                      |
| Ouders                             | Wenceslaus I van Bohemen (1205-1253) ∞ Cunigonde van Hohenstaufen (1200-1248) | Wenceslaus I van Bohemen (1205-1253) ∞ Cunigonde van Hohenstaufen (1200-1248) | Wenceslaus I van Bohemen (1205-1253) ∞ Cunigonde van Hohenstaufen (1200-1248)        | Wenceslaus I van Bohemen (1205-1253) ∞ Cunigonde van Hohenstaufen (1200-1248) |
| Beatrix van Bohemen (1225-1290)    |                                                                               |                                                                               |                                                                                      |                                                                               |